# Thập niên 1910
Thập niên 1910 hay thập kỷ 1910 chỉ đến những năm từ 1910 đến 1919, kể cả hai năm đó. Không chính thức, nó cũng có thể bao gồm vài năm vào cuối thập niên trước hay vào đầu thập niên sau. Đây là thập kỷ thứ hai của thế kỷ 20.